# Mukhbain Singh
Mukhbain Singh   () és un jugador d'hoquei sobre herba indi, ja retirat, guanyador d'una medalla olímpica.
El 1972 va prendre part en els Jocs Olímpics d'Estiu de Munic, on va guanyar la medalla de bronze en la competició d'hoquei sobre herba.
En el seu palmarès també destaca una medalla de plata en els Jocs Asiàtics de 1970. El 2008 fou guardonat amb el Premi Dhyan Chand per la seva trajectòria en l'esport.